# Hoplolabis (Eurasicesa) amseliana
Hoplolabis (Eurasicesa) amseliana is een tweevleugelige uit de familie steltmuggen (Limoniidae). De soort komt voor in het Palearctisch gebied.